# ハングリーベア・レストラン
- ディズニーパーク > 東京ディズニーリゾート > 東京ディズニーランド
  - ウエスタンランド > ハングリーベア・レストラン
  - 東京ディズニーランドのレストランの一覧 > ハングリーベア・レストラン

ハングリーベア・レストラン（Hungry Bear Restaurant）は、ディズニーパークにあるレストランである。

## このレストランが存在するパーク
- ディズニーランド（ディズニーランド・リゾート）
  - クリッターカントリー
- 東京ディズニーランド（東京ディズニーリゾート）
  - ウエスタンランド

## 概要

### ディズニーランド
ディズニーランド (DL) のハングリーベア・レストランは、ハンバーガーやサンドイッチを中心に取り扱うレストランである（後述のTDLのようにカレーは扱っていない）。フライドチキンサンドイッチ、フライドグリーントマトサンドイッチ、チリチーズバーガーといったハンバーガー・サンドイッチ類のほか、フレンチフライやオニオンリングといったスナック類、サラダやデザートも取りそろえている。
店内からは、蒸気船マークトウェイン号や、帆船コロンビア号、デビークロケットのカヌー探険の様子をのぞむことができる。

### 東京ディズニーランド
| ハングリーベア・レストラン | ハングリーベア・レストラン                           |
| -------------------------- | ---------------------------------------------------- |
| オープン日                 | 1983年4月15日 (東京ディズニーランドと同時にオープン) |
| スポンサー                 | ハウス食品                                           |
| タイプ                     | カウンターサービス                                   |
| 座席数                     | 約680席                                              |
| PS                         | 対象外                                               |

東京ディズニーランド (TDL) のハングリーベア・レストランは、様々なカレーライスを取り扱っているカレー専門店である。カレーには通常サイズと大盛りサイズがあり、それぞれ甘口、中辛の中から選択できる。
建物は19世紀初頭のアメリカ南部や西南部など、温暖な地方で見られる典型的なスタイル。
以前は、隣接していたレストラン「マイルロングバー」の座席と共用されていた（「マイルロングバー」は「ハングリーベア・レストラン」のカウンターから見て右に隣接していた）。その後2010年1月に「マイルロングバー」が閉鎖され、2011年のリニューアルオープンにより、店舗面積が拡大した。
通常は、レストランの出入り口は開放されているが、混雑時などには入口専用口と出口専用口に分けられることがある。また、場合によってはレストランの外まで長蛇の列が発生することもある。
なお、マイルロングバーが営業していた頃は、ハングリーベア・レストランが入店規制をしている場合でも、マイルロングバーの利用者はそのまま入店することが出来た。

#### メニュー
下記のメニューは2021年5月現在。各種カレーの大盛りは150円増である。
- ポークカツカレー（990円）
- チキンカレー（800円）
- ハングリーベア・カレー（1,150円）
- リトルハングリーベア・カレー（620円）※スーベニアプレート付きは1,530円

- カップサラダ（360円）
- ライス（220円）
- タンドリーチキン（270円/1ピース）
- チーズ（180円/30g）
- とんがりコーン（220円）
- ミルク（190円）
- ドリンク各種（300円より）

#### その他
- このレストランで売られているカレーは、スポンサーであるハウス食品にオリジナルのカレールーを別注している。
- 店舗面積の拡大について、以前はホテル内だけの営業であったが、理髪店と保安官事務所の跡地を購入したというバックグラウンドストーリーがある。そのため、拡張された部分については理髪店や保安官事務所として使われていた時代の名残がある。